# あまのしん
あまの しん（5月11日 - ）は、日本の漫画家・イラストレーター。代々木アニメーション学院大阪校マンガ・コミック科出身。代表作は『よろずやベガス』『ばぐ×バグ』。血液型はB型。
商業誌での活動以外にも高橋真弥との同人サークル「苺の塊」で同人活動も行っている。

## 来歴
- 2006年（平成18年）
  - 6月23日 - 『電撃PlayStation付録電撃4コマVol.24』にて「よろずやベガス」でデビュー。
- 2008年（平成20年） 
  - 2月29日 - 『よろずやベガス』コミックス第1巻発売。
  - 10月23日 - 代々木アニメーション学院大阪校マンガ・コミック科特別講義で特別講師を務める[2]。
- 2009年（平成21年）
  - 4月10日 - 『電撃PlayStation付録電撃4コマVol.76』にて「よろずやベガス」連載終了（計40話）。
  - 4月24日 - 『電撃PlayStationVol.447』袋とじ企画「はんそく！」にカラーイラスト掲載。
  - 5月29日 - 『よろずやベガス』コミックス第2巻発売。
- 2011年（平成23年）
  - 4月28日 - 『電撃PlayStation付録電撃4コマVol.123』にて「ばぐ×バグ」連載開始。
  - 4月28日 - 『電撃PlayStationVol.494』「攻略Station」扉絵カラーイラスト掲載。

## 作品リスト

### 漫画
- よろずやベガス （電撃PlayStation付録電撃4コマ、メディアワークス）
- ばぐ×バグ （電撃PlayStation付録電撃4コマ、メディアワークス）